# Softronic
Softronic är ett svenskt sedan 1998 börsnoterat IT Management-bolag, som startades med fem anställda 1984 av bolagets styrelseordförande tillika huvudägare Anders Eriksson. Tidigare var Per Adolfsson VD. Nuvarande VD heter sedan 5 maj 2022 Charlotte Eriksson med ca 430 anställda.
År 2021 omsatte Softronic ca 787 Mkr.

## Ägare
De tre största ägarna räknat i andel av rösterna och kapital är Andreas Eriksson med bolag är största ägaren med 29,9 % av rösterna och
19,6 % av kapitalet, därefter AB Traction (21,2 % av rösterna och 22,0 % av kapitalet) samt Stig Martín med bolag (15,4 % av rösterna och 8,1 % av kapitalet).

## Historia
- 1984 Softronic startas.
- 1998 Softronic börsnoteras på OMX Stockholm Small Cap.